# Rotação de culturas

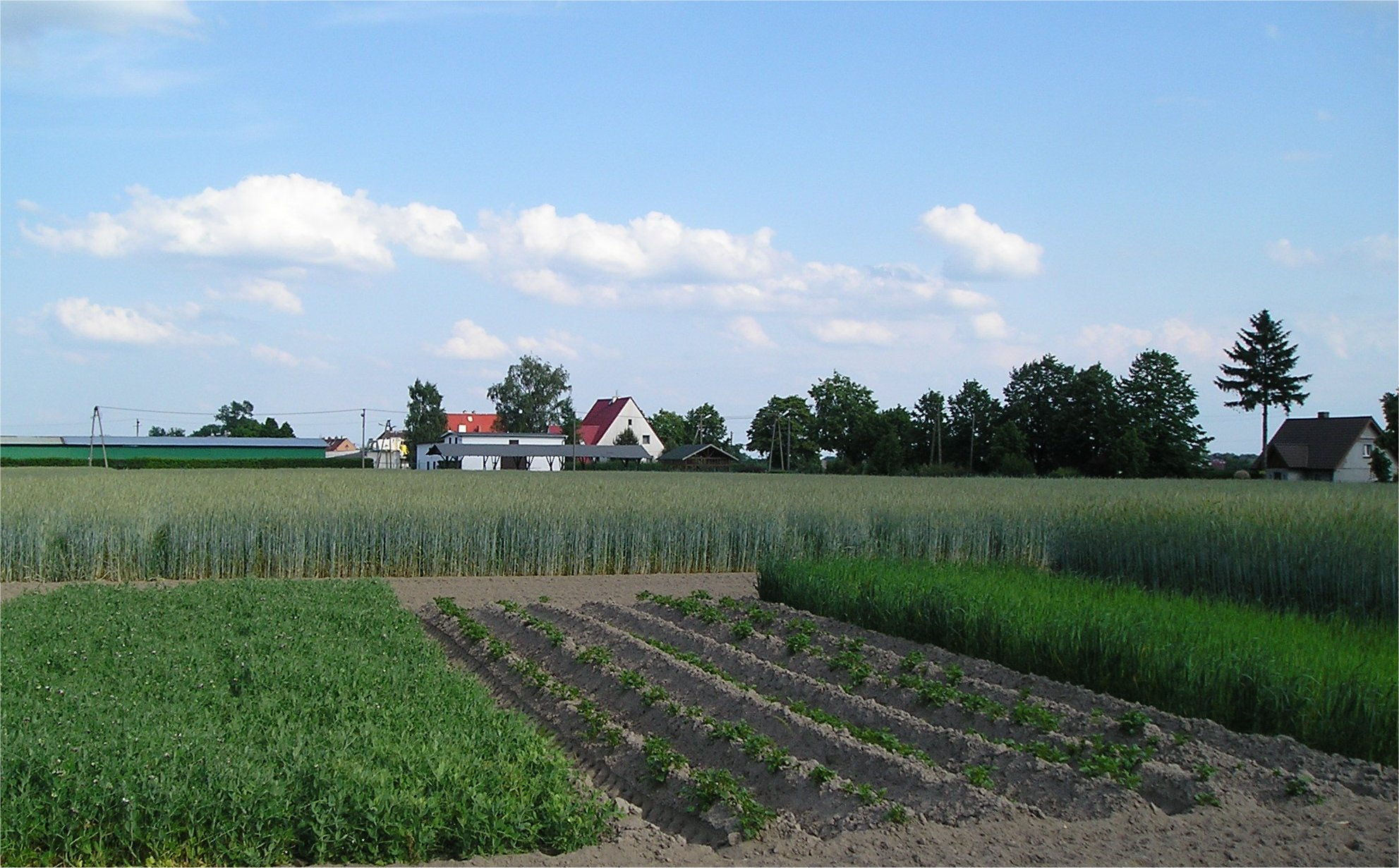
Efeitos da rotação de culturas e monocultura na Fazenda Experimental Swojec, da Universidade de Ciências Ambientais e da Vida de Breslávia. Na faixa dianteira, a rotação de culturas (batata, aveia, centeio, ervilha) está sendo aplicada; na faixa traseira, centeio tem sido cultivado por 45 anos consecutivos.

Rotação de culturas é uma técnica agrícola de conservação que visa a diminuir a exaustão do solo. Isto é feito trocando as culturas a cada novo plantio de forma de que as necessidades de adubação sejam diferentes a cada ciclo. Consiste em alternar espécies vegetais numa mesma área agrícola. As espécies escolhidas devem ter, juntas, propósitos comerciais e recuperação do solo.
Escalando-se diferentes culturas e promovendo-se a rotação de herbicidas e inseticidas, melhora-se o controle de plantas daninhas e insetos pela quebra de seu ciclo de desenvolvimento, variação da absorção de nutrientes, e ainda variação radicular, explorando de diferentes formas o solo.
A monocultura ou mesmo o sistema contínuo de sucessão do tipo trigo-soja ou milho safrinha-soja tende a provocar a degradação física, química e biológica do solo e a queda da produtividade das culturas. Também proporciona condições mais favoráveis para o desenvolvimento de doenças, pragas e plantas daninhas. Nas regiões dos Cerrados, predomina a monocultura de soja entre as culturas anuais. Há a necessidade de introduzir, no sistema agrícola, outras espécies, de preferência gramíneas, como milho, pastagem e outras.
A rotação de culturas consiste em alternar, anualmente, espécies vegetais, numa mesma área agrícola. As espécies escolhidas devem ter, ao mesmo tempo, propósitos comercial e de recuperação do solo.
As vantagens da rotação de culturas são inúmeras. Além de proporcionar a produção diversificada de alimentos e outros produtos agrícolas, se adotada e conduzida de modo adequado e por um período suficientemente longo, essa prática melhora as características físicas, químicas e biológicas do solo; auxilia no controle de plantas daninhas, doenças e pragas; repõe matéria orgânica e protege o solo da ação dos agentes climáticos e ajuda a viabilização do Sistema de Semeadura Direta e dos seus efeitos benéficos sobre a produção agropecuária e sobre o ambiente como um todo.
Para a obtenção de máxima eficiência, na melhoria da capacidade produtiva do solo, o planejamento da rotação de culturas deve considerar, preferencialmente, plantas comerciais e, sempre que possível, associar espécies que produzam grandes quantidades de biomassa e de rápido desenvolvimento, cultivadas isoladamente ou em consórcio com culturas comerciais.
Nesse planejamento, é necessário considerar que não basta apenas estabelecer e conduzir a melhor seqüência de culturas, dispondo-as nas diferentes glebas da propriedade. É necessário que o agricultor utilize todas as demais tecnologias à sua disposição, entre as quais destacam-se: técnicas específicas para controle de erosão; calagem, adubação; qualidade e tratamento de sementes, época e densidade de semeadura, cultivares adaptadas, controle de plantas daninhas, pragas e doenças.

## Seleção de espécies para compor esquemas de rotação
Um esquema de rotação deve ter flexibilidade, de modo a atender as particularidades regionais e as perspectivas de comercialização dos produtos.
O uso da rotação de culturas conduz à diversificação das atividades na propriedade, possibilitando estabelecer esquemas que envolvam apenas culturas anuais, tais como: soja, milho, arroz, sorgo, algodão, feijão e girassol, ou de culturas anuais e pastagem. Em ambos os casos, o planejamento da propriedade a médio e longo prazos faz-se necessário para que a implementação seja exequível e economicamente viável.
As espécies vegetais envolvidas na rotação de cultura, devem ser consideradas do ponto de vista de sua exploração comercial ou destinadas somente à cobertura do solo e adubação verde.
A escolha da cobertura vegetal do solo deve, sempre que possível, ser feita no sentido de obter grande quantidade de biomassa. Plantas forrageiras, gramíneas e leguminosas, anuais ou semiperenes são apropriadas para essa finalidade. Além disso, deve se dar preferência a plantas fixadoras de nitrogênio, com sistema radicular profundo e abundante, para promover a reciclagem de nutrientes.
A seleção de espécies deve basear-se na diversidade botânica. Plantas com diferentes sistemas radiculares, hábitos de crescimento e exigências nutricionais podem ter efeito na interrupção dos ciclos de pragas e doenças, na redução de custos e no aumento do rendimento da cultura principal (soja). As principais opções são milho, sorgo, milheto (principal espécie cultivada em sucessão: safrinha) e, em menor escala, o girassol.
Para a recuperação de solos degradados indicam-se espécies que produzam grande quantidade de massa verde e tenham abundante sistema radicular. Para isso, lançar mão de consorciação de culturas comerciais e leguminosas, como por exemplo, milho-guandu, ou de mistura de culturas para cobertura do solo, como por exemplo, braquiária + milheto, e sequências de culturas de grande potencial para produção de biomassa. Para estabelecer o consórcio milho-guandu, semear milho precoce em setembro-outubro e, cerca de 30 dias após a emergência do milho, semear o guandu nas entrelinhas do milho.
Em áreas onde ocorre o cancro da haste da soja, o guandu e o tremoço não devem ser cultivados, antecedendo a soja. O guandu, apesar de não mostrar sintomas da doença durante o estádio vegetativo, reproduz o patógeno nos restos de cultivo. Desse modo, após o consórcio milho-guandu, usar uma cultivar de soja resistente ao cancro da haste. O tremoço é altamente suscetível ao cancro da haste.
Em áreas infestadas com nematoides de galhas da soja, não devem ser usados tremoço e lab lab, por serem hospedeiros e fonte de inóculo desse patógeno.

## Planejamento da propriedade
A rotação de culturas envolve o cultivo de diferentes espécies numa mesma safra e, portanto, aumenta o número e a complexidade tarefas na propriedade. Exige o planejamento do uso do solo segundo princípios básicos, onde deve ser considerada a aptidão agrícola de cada gleba, o milho, o feijão, e as leguminosas também estão no planejamento da propriedade onde serão adotados a rotação de culturas.
A área destinada à implantação dos sistemas de rotação deve ser dividida em tantas glebas, ou piquetes, quantos forem os anos de rotação. Após essa definição, estabelecer o processo de implantação sucessivamente, ano após ano, nos diferentes talhões, previamente, determinados. A execução do planejamento deve ser gradativa para não causar transtornos organizacionais ou econômicos ao produtor, devendo ser iniciada em uma parte da propriedade e ir anexando novas glebas até que toda a área esteja incluída no esquema de rotação.

## Sugestão de um esquema de rotação de culturas
Com base em observações locais no sul do Maranhão e de acordo com as possibilidades dos cultivos das culturas componentes dos sistemas de rotação, sugere-se, ainda que preliminarmente, um esquema de rotação a ser conduzido ao longo de um ciclo de oito anos. Em cada talhão, cultiva-se a soja por dois anos contínuos, seguido por dois anos do cultivo de outras culturas (milho, arroz, algodão e sorgo). Eventualmente, pode-se ter três anos com soja, no máximo. Maior número de anos implicará em problemas mais sérios com pragas e doenças. As proporções de culturas, dentro da rotação, poderão ser alteradas em função das necessidades.